# Pfarrhaus (Seubrigshausen)

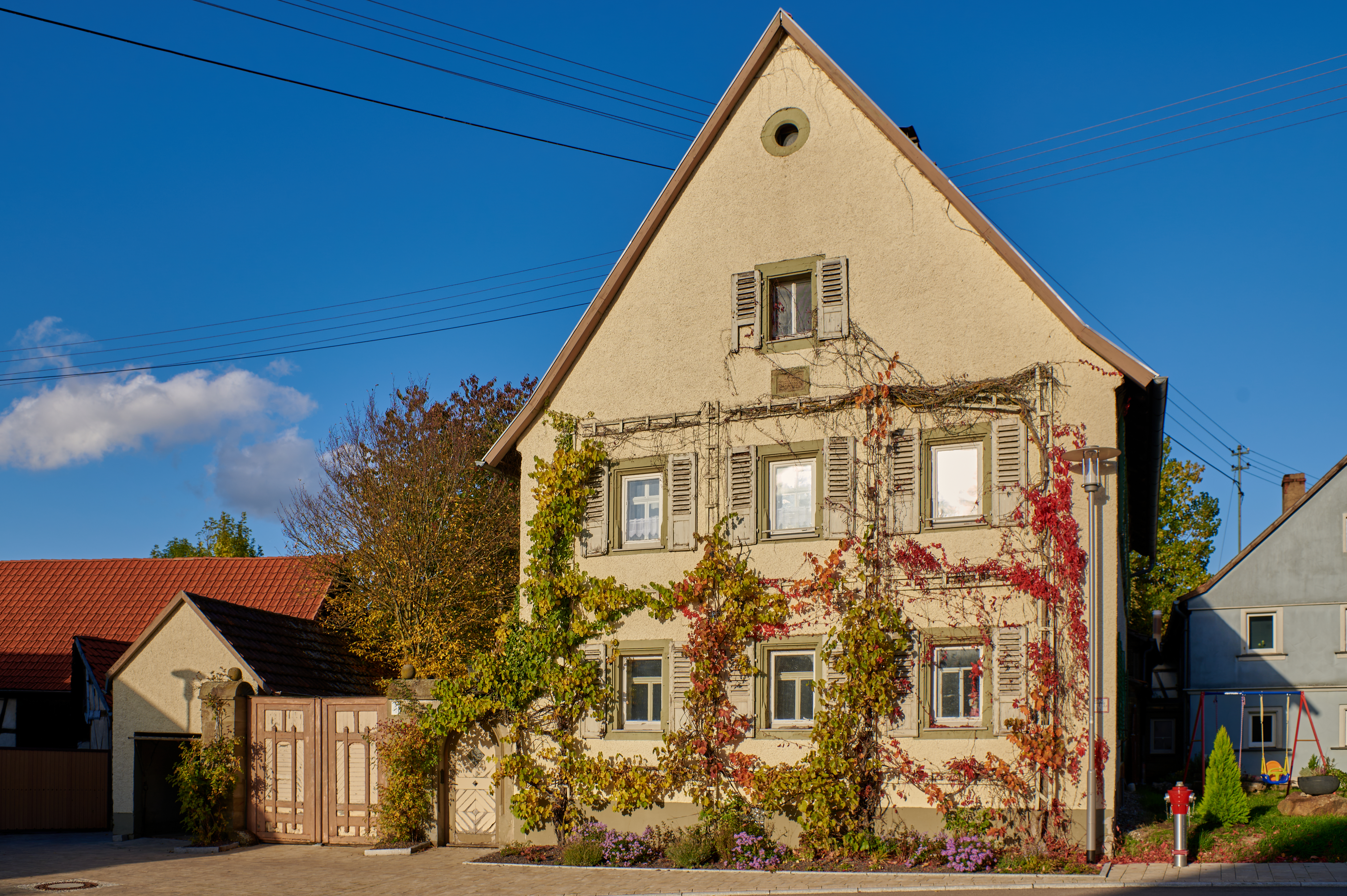
Ehemaliges Pfarrhaus in Seubrigshausen

Das Pfarrhaus in Seubrigshausen, einem Stadtteil von Münnerstadt im unterfränkischen Landkreis Bad Kissingen in Bayern, wurde um 1800 errichtet. Das ehemalige Pfarrhaus am Sankt-Kilians-Platz 4, neben der katholischen Pfarrkirche St. Anna, ist ein geschütztes Baudenkmal.
Der zweigeschossige, verputzte Satteldachbau besitzt drei zu sechs Fensterachsen.
Die Pfarrscheune, ein Satteldachbau, ist ebenfalls noch erhalten.